# Blonded Radio
A Blonded Radio (stilizálva: blonded RADIO) Frank Ocean, Apple Music 1 rádióműsora, amely 2017 februárja és augusztusa között futott, amelyet még kétszer négy követett 2018 novembere és decembere között, illetve 2019 októbere és decembere között. A műsor házigazdája Ocean, Vegyn, és Roof Access. Általában minden epizódban jelent meg Ocean egy új kislemeze.

## Története

### 2017: eredeti epizódok
Az első epizód, a blonded 001 2017. február 24-én jelent meg. Szerepelt rajta a közreműködés Calvin Harrisszel és a Migos csoporttal, a Slide. Az epizódban szerepelt egy interjú, Jay-Z-vel, a rádió és a zeneipar helyzetéről. A második epizód 2017. március 10-én jelent meg, a Chanel kislemezzel, amely Ocean biszexualitásáról szól. Az epizód végén többször lejátszották a dalt, néha ASAP Rocky közreműködésével.
A harmadik epizódot 2017. április 8-án adták ki, amelynek a végén bemutatták a Biking kislemezt, amelyen közreműködött Jay-Z és Ocean barátja, az Odd Future tagja, Tyler, the Creator. A weboldalán korábban bemutatta a dal egy előzetesét, más hangszereléssel.
2017. április 23-án kiadásra került a negyedik epizód, a Lens dallal, illetve annak egy alternatív verziójával, Travis Scott közreműködésével. Másnap reggel megjelent a következő epizód, a Slide On Me dal Young Thug-remixével. A dal eredetileg az Endless albumon szerepelt.
2017. május 15-én  adták ki a hatodik epizódot, amelyben szerepelt az ASAP Mob Cozy Tapes Vol. 2: Too Cozy albumáról az első kislemez, a RAF. A dalon szerepelt ASAP Rocky, Quavo, Lil Uzi Vert, Ocean és Playboi Carti. Ezek mellett megjelent a Biking szólóverziója. Egy nyári hiátus után, amely alatt Ocean koncertezett, a hetedik, és egyben az év utolsó epizódja 2017. augusztus 28-án jelent meg, a Provider kislemezzel.

### 2017–2019: különleges kiadások és hiátus
2017. december 12-én megjelent a műsor egy verziója a Grand Theft Auto V videójáték és annak online párjának Grand Theft Auto Online-nak rádióállomásaként, blonded Los Santos 97.8 FM néven.
2018. november 6-án kiadtak három különleges kiadást az amerikai időközi választások idején. Ezek mellett Ocean adott pólókat és egyéb termékeket azon szavazóknak, akik bebizonyították Houston, Atlanta, Miami vagy Dallas városából, hogy szavaztak. 2018. december 25-én Ocean bemutatta a blonded Xmas karácsonyi különkiadást, amely egy általa összeállított karácsonyi lejátszási lista volt. Ezen epizódok egyikében se jelent meg új zene.

2019. február 24-én eladtak egy Blonded Radio posztert, a következő üzenettel:
Köszönöm mindenkinek, aki hallgatta műsorunkat. A Blonded az érzelmek, a hang és a beszélgetés közötti barátságról szól. Ne tartsd vissza levegődet bármiért az életben és magadért éld. Érezd a világot magad körül és lásd mással, mint csak a szemeddel. Ha most nem látsz annál többet, küldj kifele pozitív töltöttséget mindenkinek, annyira szélesen és hangosan, amennyire csak lehet és mi is így fogunk tenni. Szeretlek.

### 2019: visszatérés és PrEP+
2019. október 19-én Ocean megtartotta első PrEP+ buliját. A leírása a következő: "Mi lehetett volna az 1980-as évekbeli NYC klubszín, ha a [HIV-elleni] PrEP gyógyszert (pre-exposure prophylaxis)... feltalálták volna abban az időszakban." Az esemény poszterén szerepelt a Blonded Radio felirat. A buli közben megjelent két kiadatlan remix Ocean Dear April és Cayendo dalaiból. Az esemény után hanglemezen meg lehetett venni mindkét dalt. A blonde 008-on szerepeltek az esemény legjobb pillanatai, a DHL dal megjelenésével együtt.
2019. október 24-én tartották a második PrEP+ bulit, amelyen szerepelt Ocean remixe SZA The Weekend dalából. Az eseményen résztvevő mind a négy DJ (Leeon, Arca, Papi Juice és Shyboi) queer volt. A dal soha nem jelent meg a blonded RADIO-n.
2019. október 31-én tartották a harmadik eseményt, amely halloween témájú volt. A bulin megjelent a Little Demon (Arca Remix) közreműködés, Skepta brit rapperrel. A dalt leadták a blonded 009 közben, 2019. november 3-án, az In My Room mellett.
A tizedik epizód, amely 2019. november 9-én jelent meg, az első blonded-epizód volt, amelyben nem jelent meg új zene.
2019. december 24-én kiadták a második karácsonyi különkiadást, blonded Xmas címen.

## Epizódok listája

### 2017
| # | Eredeti cím | Megjelenés időpontja |
| 001 | blonded 001 | 2017. február 24.    |
| --- | ----------- | -------------------- |
| Az epizódban bemutatták Calvin Harris Slide című kislemezét, amelyen közreműködött Ocean és a Migos. Két átmenetben Ocean meginterjúvolja Jay-Z, amerikai rappert a rádió és a zeneipar helyzetéről. Teljes számlista: |             |                      |
| 002 | blonded 002 | 2017. március 10.    |
| Ocean bemutatja Chanel című kislemezét. Mikor a Chanel az epizód végén többször is lejátszódott, közte volt egy remix is, ASAP Rocky amerikai rapperrel. Teljes számlista:                                             |             |                      |
| 003 | blonded 003 | 2017. április 8.     |
| Bemutatták a Biking kislemezt, egy dal, amelyen közreműködött Jay-Z és Tyler, the Creator. Teljes számlista: |             |                      |
| 004 | blonded 004 | 2017. április 23.    |
| A műsor házigazdái, Roof Access és Vegyn Frank Ocean Lens című kislemezének lejátszásával zárta az epizódot. A dalt egy órán keresztül ismételték, az alternatív verzión szerepel Travis Scott. Teljes számlista:      |             |                      |
| 005 | blonded 005 | 2017. április 24.    |
| Alig 24 órával a blonded 004 megjelenése után, a blonded RADIO visszatér a blonded 005-val, Frank Ocean Endless albumának Slide On Me című dalának remixével, Young Thug közreműködésével. Teljes számlista:           |             |                      |
| 006 | blonded 006 | 2017. május 15.      |
| Megjelent az ASAP Mob RAF című dala, amelyen közreműködött Ocean, illetve a Biking szóló verziója. Teljes számlista:                                                                                                   |             |                      |
| 007 | blonded 007 | 2017. augusztus 27.  |
| Ocean ünnepli a Blonde megjelenésének egy éves évfordulóját és bemutatta a Provider kislemezt. Teljes számlista: |             |                      |

### 2018
| Eredeti cím | Megjelenés időpontja |
| blonded Midterms pt. 1 | 2018. november 6.    |
| --- | -------------------- |
| Az első része az egy napon megjelent programnak a 2018-as időközi választások idején az Egyesült Államokban. Reggel jelent meg. Teljes számlista:                                                       |                      |
| blonded Midterms pt. 2 | 2018. november 6.    |
| A különkiadás második része, helyi idő szerint 18:00 körül jelent meg. Teljes számlista: |                      |
| blonded Midterms pt. 3 | 2018. november 6.    |
| A különkiadás utolsó része, helyi idő szerint 21:00 körül jelent meg, mikor a legtöbb szavazófülke már bezárt. Ocean luxus-epizódnak nevezte, miközben bejelentették az eredményeket. Teljes számlista: |                      |
| blonded Xmas | 2018. december 25.   |
| A blonded RADIO karácsonyi különkiadása. Teljes számlista: |                      |

### 2019
| Eredeti cím | Megjelenés időpontja |
| blonded 008 | 2018. november 6.    |
| --- | -------------------- |
| Napokkal első PrEP+ queer klub estje után, Ocean bemutatta a DHL dalát, kiválasztott remixekkel, amelyeket Justice és Sango készített. Teljes számlista:              |                      |
| blonded 009 | 2018. november 6.    |
| Az epizód az In My Room megjelenését követi és szerepel rajta a Little Demon Arca-remixe, Skepta közreműködésével, amely a PrEP+ közben premierelt. Teljes számlista: |                      |
| blonded 010 | 2018. november 6.    |
| Frank Ocean visszatér a blonded RADIO-ra, új zene nélkül. Teljes számlista:                                                                                           |                      |
| blonded Xmas | 2018. december 25.   |
| A blonded RADIO második karácsonyi különkiadása. Teljes számlista: |                      |